# Not on Top
Not on Top ist das siebte Musikalbum von Herman Düne.
Not on Top erschien 2005 auf dem britischen Label Track & Field und auf dem französischen Label PIAS und wird dem Genre Anti-Folk zugerechnet, es wurde in den Hall Place Studios in Leeds aufgenommen.

## Musikstil
Das Album wurde in der nur noch selten als musikalisches Stilmittel genutzten monophonen Form aufgenommen.
Der Inhalt der Texte ist komisch und zugleich melancholisch, was der romantischen Grundstimmung des Albums entgegenkommt. Für das Album charakteristisch sind die außergewöhnliche Instrumentalisierung und die mehrstimmigen Gesänge der Gastmusiker. Hervorzuheben sind der Gesang und das Ukulelenspiel der kanadischen Gastmusikerin Julie Doiron sowie der ungewöhnliche Einsatz der Blockflöte.

## Titelliste
1. Little Wounds – 3:15
2. Not On Top – 3:32
3. Had I Not Known – 3:04
4. Walk, Don't Run – 3:37
5. Slow Century – 3:15
6. This Will Never Happen – 3:51
7. German Green – 0:59
8. Recording Farfisa – 0:51
9. You Could Be A Model, Goodbye – 3:18
10. Seven Cities – 3:05
11. Good For No One – 4:07
12. Orange Hat – 3:01
13. Whatever Burns The Best Baby – 3:42
14. Eleven Stones – 3:07
15. Warning Spectrum – 1:18

## Rezeption
Bei Plattentests.de wundert sich Ina Simone Mautz: „Wie schaffen die das nur, so zu klingen, als stünden die Siebziger gerade erst bevor?“
Christian Steinbrink bescheinigt dem Album in der Zeitschrift Intro: „Großartigkeit und Großartigkeit ziehen sich schließlich quasi schicksalhaft an. Und großartig ist Herman Dünes neue Platte Not On Top wahrlich.“